# Immeuble Boréal
L'immeuble Boréal est un immeuble de bureaux de style postmoderne situé dans le quartier Nord de Bruxelles, en Belgique.

## Localisation
Le Boréal se dresse au no 55 de la rue du Progrès à Saint-Josse-ten-Noode dans le quartier Nord, juste en face de la Gare de Bruxelles-Nord et à côté des Tours Proximus et du Phœnix Building.

## Historique
L'immeuble Boréal est construit en 2000 par ELD partnership et Michel Jaspers & Partners,.
De 2000 à 2009, le bâtiment Boréal abrite le siège de la société de téléphonie mobile Proximus (Belgacom Mobile), qui quitte le bâtiment en 2009 pour rejoindre sa maison-mère Belgacom dans les Tours Belgacom (devenues Tours Proximus en 2014).
Le Boréal est rénové en 2009 par le bureau d'architectes Conix RDBM Architects à la demande de Deka Immobilien Gmbh, propriétaire du bâtiment, afin de redynamiser le site en vue d'attirer de nouveaux locataires.
Il accueille ensuite, à partir de 2010, des services de BNP Paribas Fortis venant de plusieurs sites bruxellois dont la tour Astro, qui est alors en attente de rénovation,.
En 2021, après le départ de BNP Paribas Fortis, Deka Immobilien loue l'immeuble au Groupe Proximus (nouveau nom de Belgacom) pour une période de quatre ans pendant laquelle celui-ci rénovera son siège social, les Tours Proximus, situées à côté.

## Architecture
Le Boréal est constitué de deux tours de bureaux de 16 étages présentant une surface de 37 500 m2, articulées entre elles par un noyau central,,,.
Le côté sud est dénommé « City side » et le côté nord « Station side ».

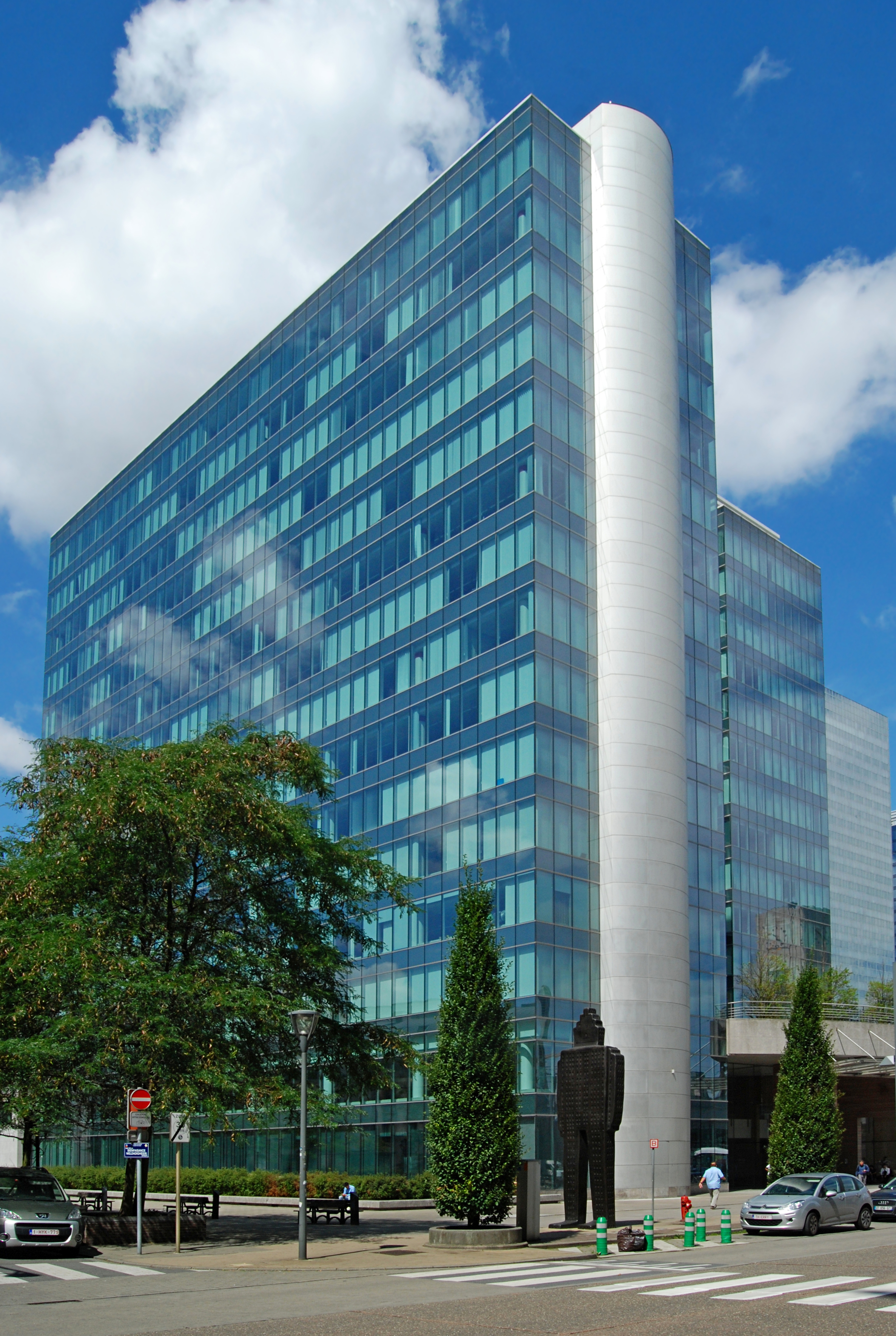
Façade sud.
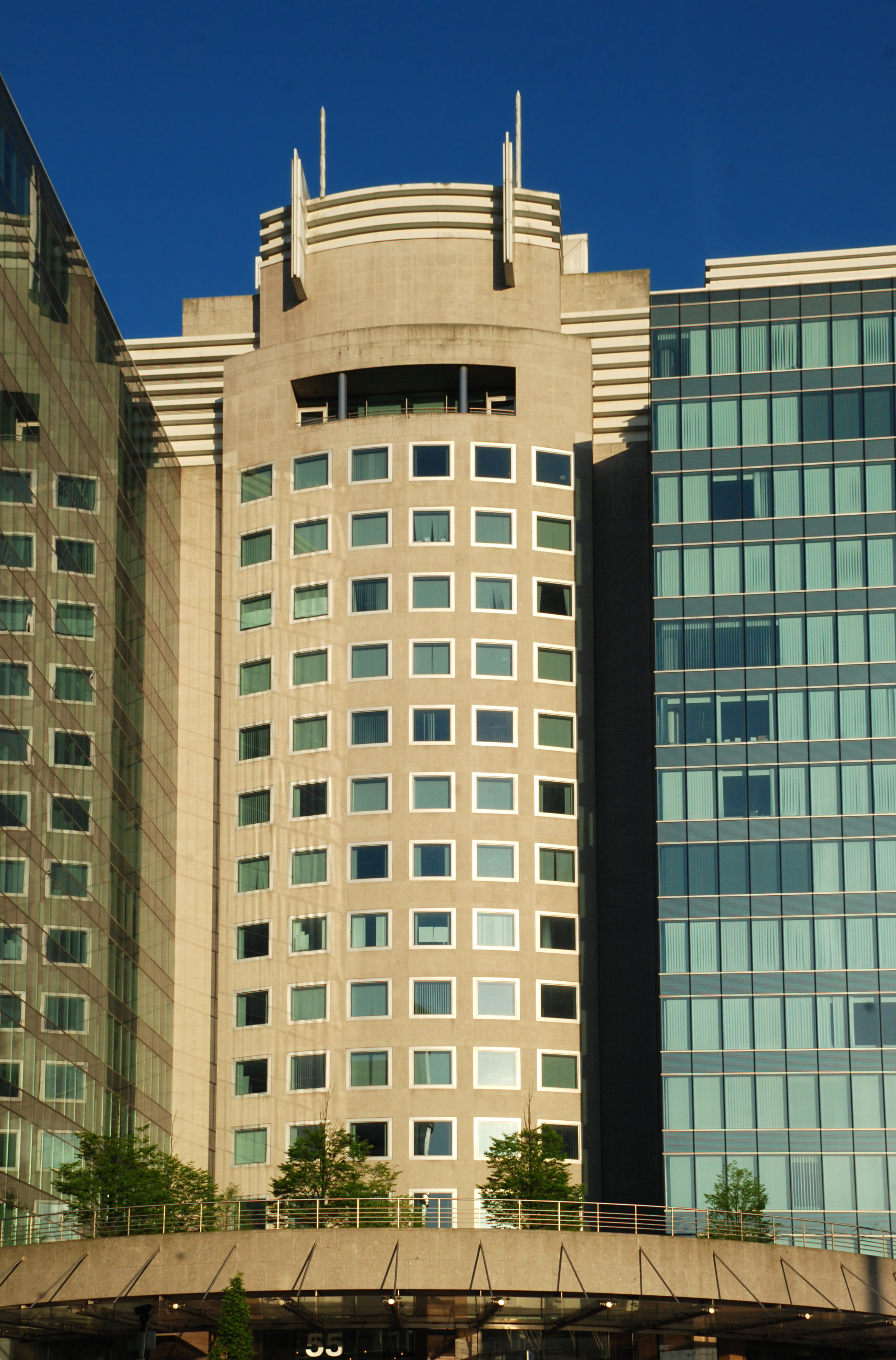
Noyau central.
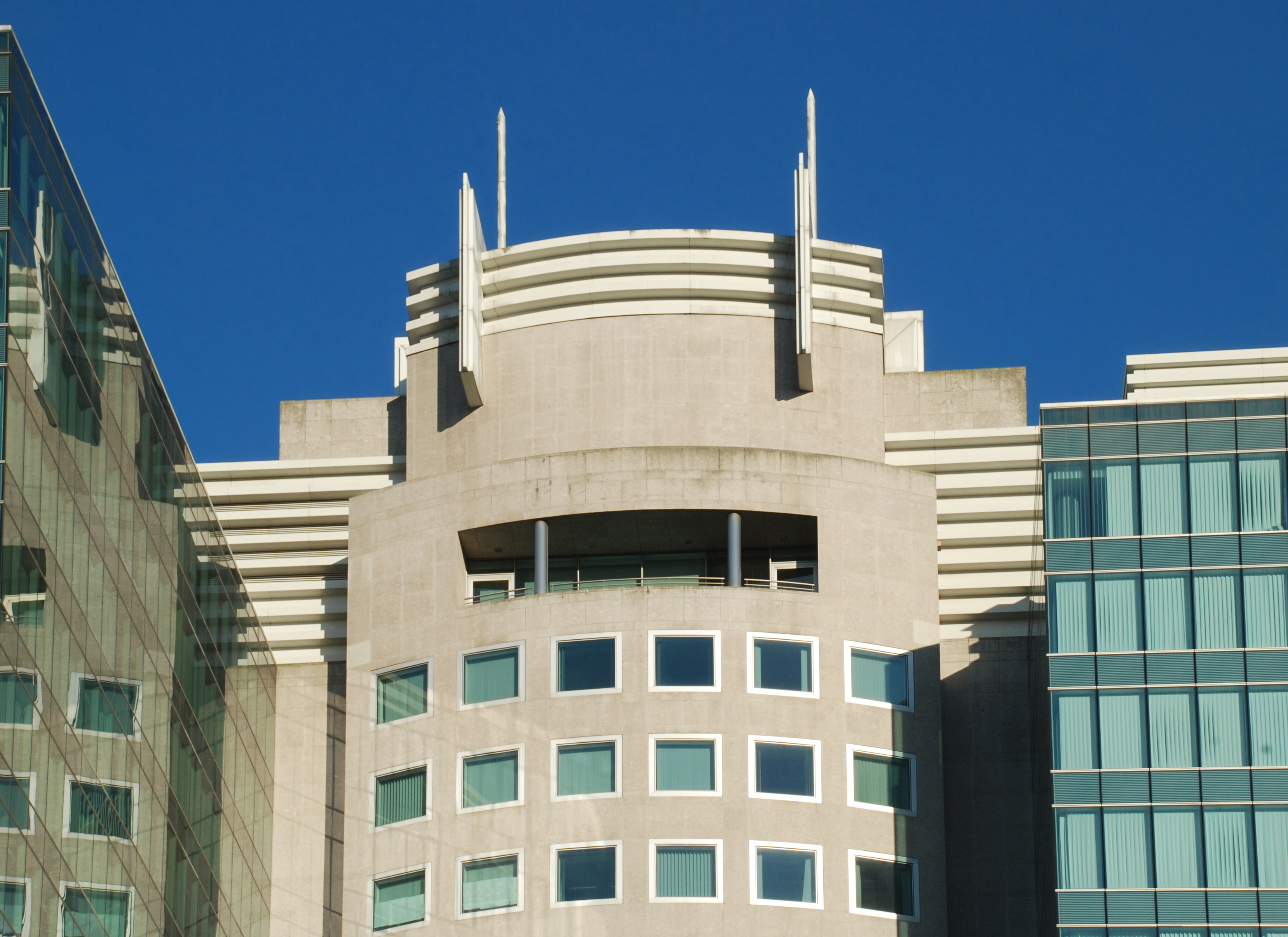
Couronnement du noyau central.
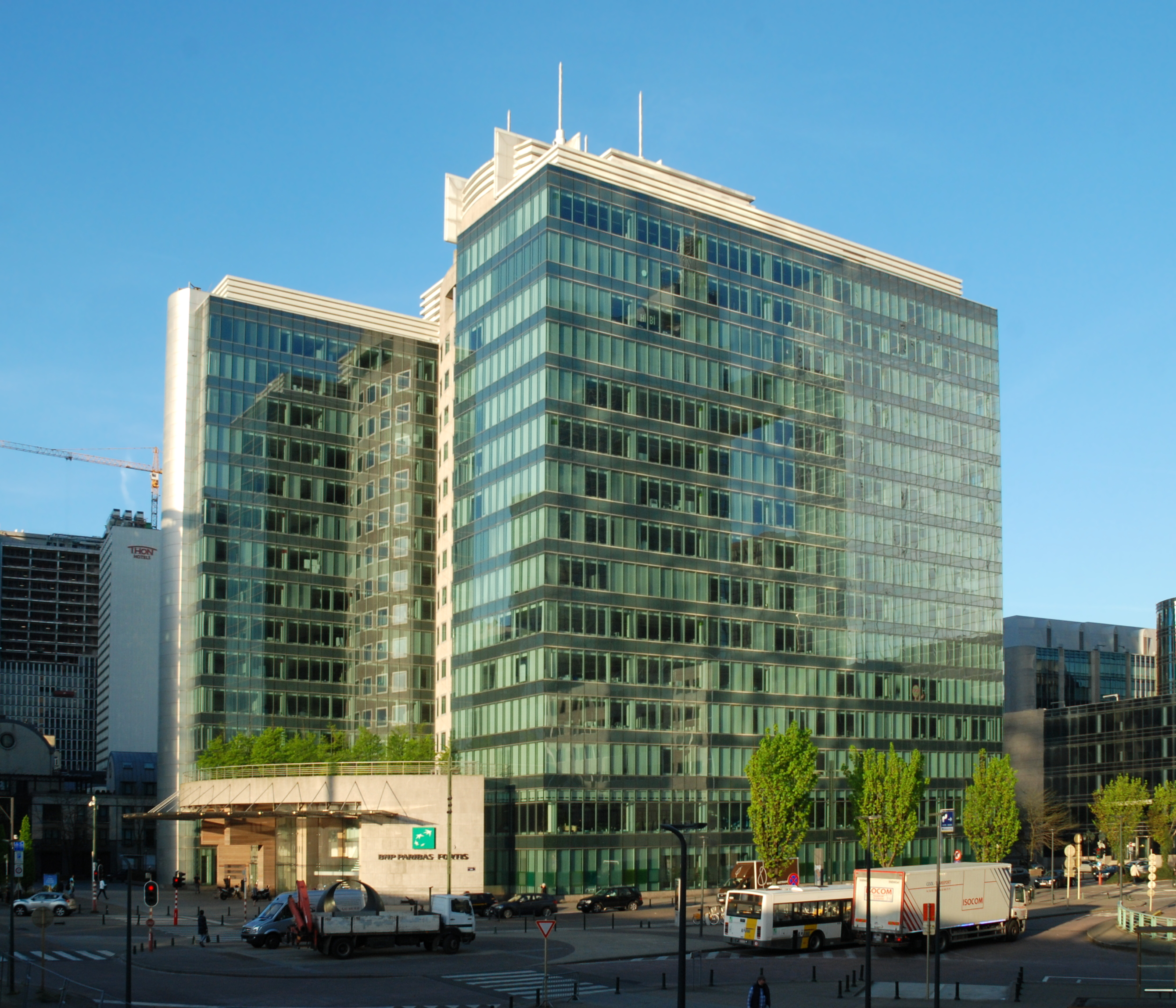
Façade nord.

## Art public dans les environs du Boréal
Plusieurs œuvres d'art public ornent les environs immédiats de l'immeuble Boréal.
Une haute statue en métal de Jean-Michel Folon, intitulée La ville en marche, se dresse au pied du Boréal, au sud-est de l'immeuble.
La sculpture Au Solstice de Paul Jouret occupe le centre de la place du Nord, entre le Boréal et la gare de Bruxelles-Nord.

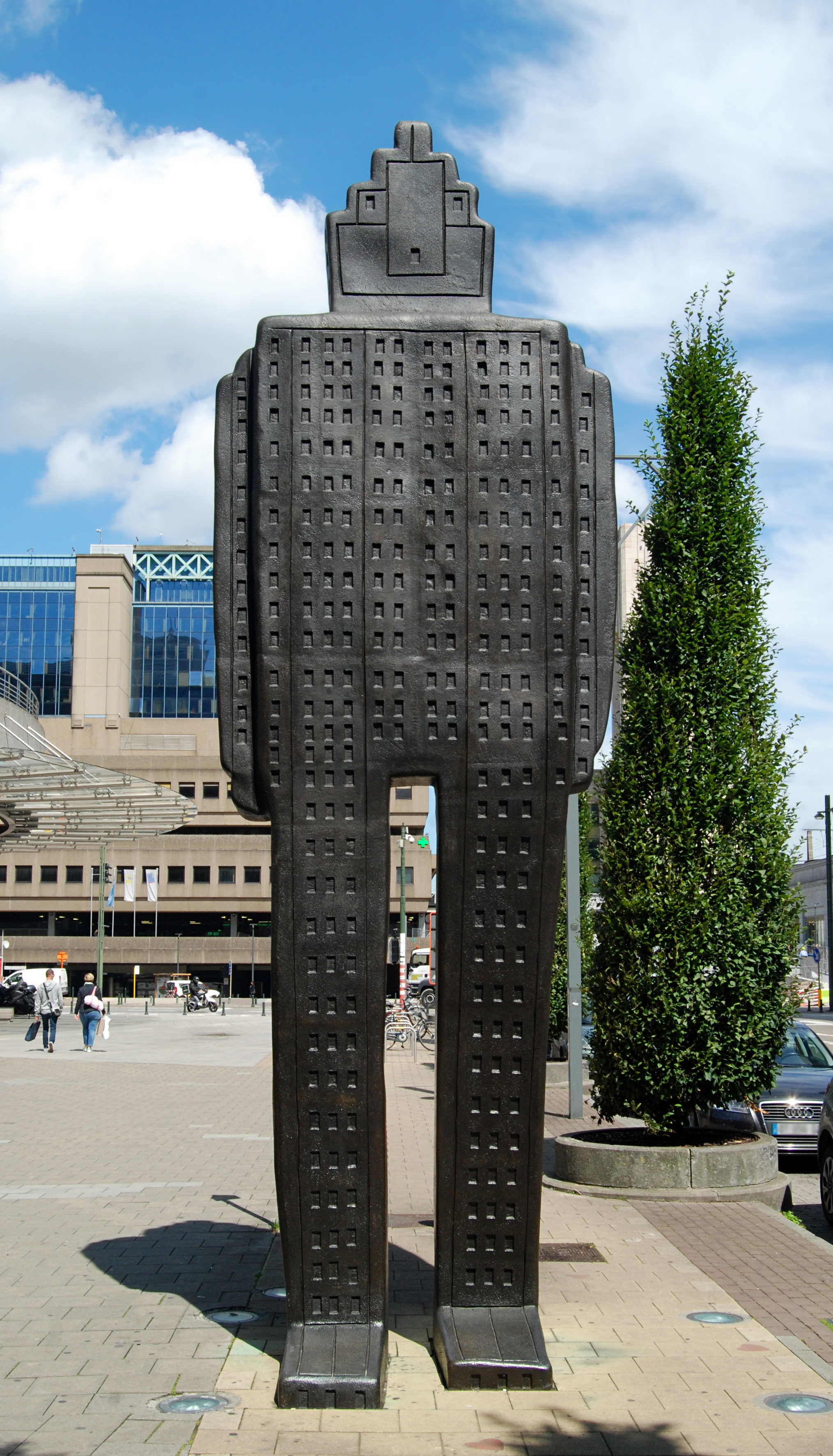
La ville en marche de Folon.
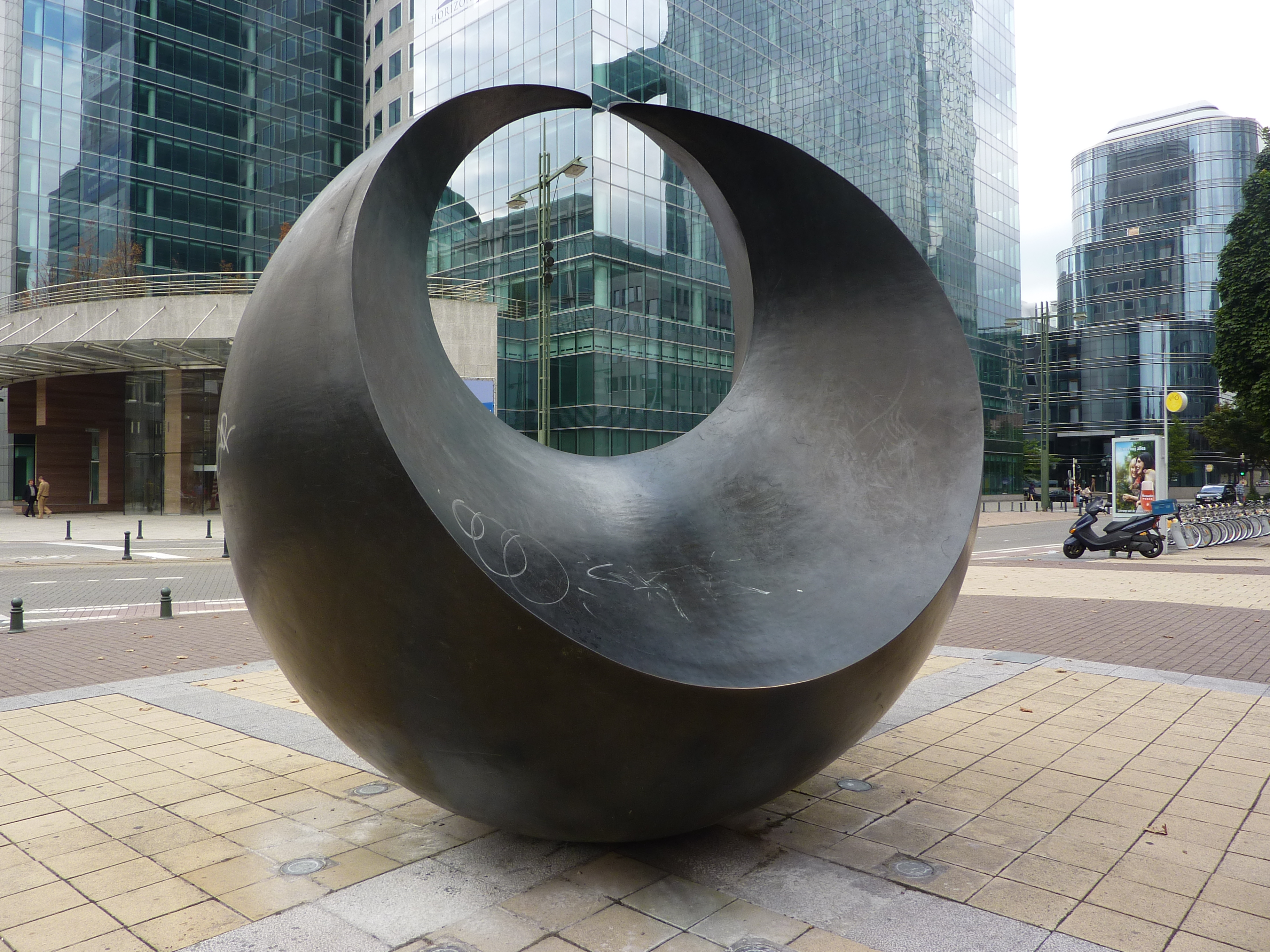
Au Solstice de Paul Jouret.

## Accès
| ___ | Ce site est desservi par la station de métro : Rogier. |

 Ce site est desservi par les stations de prémétro Gare du Nord et Rogier.